# Ira Fuchs
Ira H. Fuchs (né en décembre 1948) est un informaticien américain, cofondateur de Bitnet,.  Il a été intronisé au Temple de la renommée d'Internet en 2017. Depuis 2012, il est président de BITNET, LLC, une société de conseil spécialisée dans l'apprentissage en ligne dans l'enseignement supérieur.

## Carrière
Ira Fuchs obtient une licence en physique appliquée (BS) en 1969 et une maîtrise en informatique et génie électrique (MS) en 1976 à l'École d'ingénierie et de sciences appliquées de l'Université Columbia. Depuis 1973 et  jusqu'en 1980, il est le premier directeur exécutif du Centre informatique universitaire de l'Université de la ville de New York (CUNY), puis vice-chancelier des systèmes universitaires de la CUNY jusqu'en 1985.
Ira Fuchs cofonde, avec Greydon Freeman, le réseau Bitnet  en 1981, en reliant initialement la CUNY l'université Yale. Au milieu des années 1980, Bitnet connecte plus de 1 400 établissements d'enseignement supérieur, de laboratoires gouvernementaux et du réseau VNET d'IBM. Avec Daniel Oberst et Ricky Hernandez, Ira Fuchs coinventé LISTSERV, une application de liste de diffusion électronique. De 1984 à 1989, Ira Fuchs est président de Bitnet Inc et, de 1989 à 2003, président de la Corporation for Research and Educational Networking (CREN), une organisation à but non lucratif qui exploitait le réseau informatique universitaire Bitnet ainsi que le réseau CSNET. De 1985 à 2000, Ira Fuchs est vice-président du département de l'informatique et des technologies de l'information à l'université de Princeton. 
En 1994, il est cofondateur de  JSTOR, et il en est le premier scientifique en chef de 1994 à 2000.
De 2000 à 2010, il est vice-président et responsable de programme pour la recherche en technologies de l'information à la Fondation Andrew W. Mellon.  Les initiatives de logiciels libres soutient les ues par 
La fondation Andrew W. Mellon soutient les logiciels libres comprennent Sakai, uPortal, Chandler, Zotero, Open Knowledge Initiative,  CollectionSpace, DecaPod Fedora, FLUID.
Ira Fuchs est  administrateur de The Seeing Eye et de The Philadelphia Contributionship. Il est également administrateur notamment de JSTOR, Usenix et de l'Internet Society, ainsi qu'ancien administrateur du Mills College, du Sarah Lawrence College, des Presses universitaires de Princeton, de l'Open Source Applications Foundation.

## Publications (sélection)
- Ira H. Fuchs, « Prospects and Possibilities of the Digital Age », Proceedings of the American Philosophical Society, vol. 145, no 1,‎ mars 2001, p. 45–53 (ISBN 1-4223-7275-8, JSTOR 1558324, lire en ligne)
- Ira H. Fuchs, « The Promise and Challenge of New Technologies in Higher Education », Proceedings of the American Philosophical Society, vol. 142, no 2,‎ juin 1998, p. 191–206 (ISBN 1-4223-7264-2, JSTOR 3152298)
- Network Information is Not Free, Scholarly Publishing: The Electronic Frontier, Robin P. Peek and Gregory B. Newby, editors, Cambridge, MA, The MIT Press, 1996
- Research Networks and Acceptable Use, Educom Bulletin, Vol 23, No.2/3, Summer/Fall 1988, pp 43–48
- Lawrence H. Landweber, Dennis M. Jennings et Ira Fuchs, « Research Computer Networks and Their Interconnection », IEEE Communications Magazine, vol. 23, no 6,‎ juin 1986, p. 5–17 (DOI 10.1109/MCOM.1986.1093103, S2CID 43336384)
- Dennis M. Jennings, Landweber, Ira H. Fuchs et David J. Farber, « Computer Networking for Scientists », Science, vol. 231, no 4741,‎ 28 février 1986, p. 943–950 (PMID 17740290, DOI 10.1126/science.231.4741.943, JSTOR 1696954, Bibcode 1986Sci...231..943J)
- Ira H. Fuchs, « BITNET – Because It's Time », Perspectives in Computing, IBM, vol. 3, no 1,‎ mars 1983, p. 16–27

## Distinctions
- Temple de la renommée de l'Internet, intronisé en 2017 (Vidéo)
- Médaillon mural Thomas Hart Benton de l'Université de l'Indiana - 2011 (Vidéo)
- Educause - Excellence en leadership 2010
- Educause - Excellence in Leadership 2000
- Prix de l'innovateur Internet, Technology New Jersey Inc. 1999